# Kelley Gibson
Jawann Kelley Gibson (Easton, 10 novembre 1976) è un'ex cestista e allenatrice di pallacanestro statunitense, professionista nella WNBA.

## Palmarès
- Campionato WNBA: 1

Houston Comets: 2000
- Campionessa NWBL (2003)